# Museo della 24 Ore di Le Mans

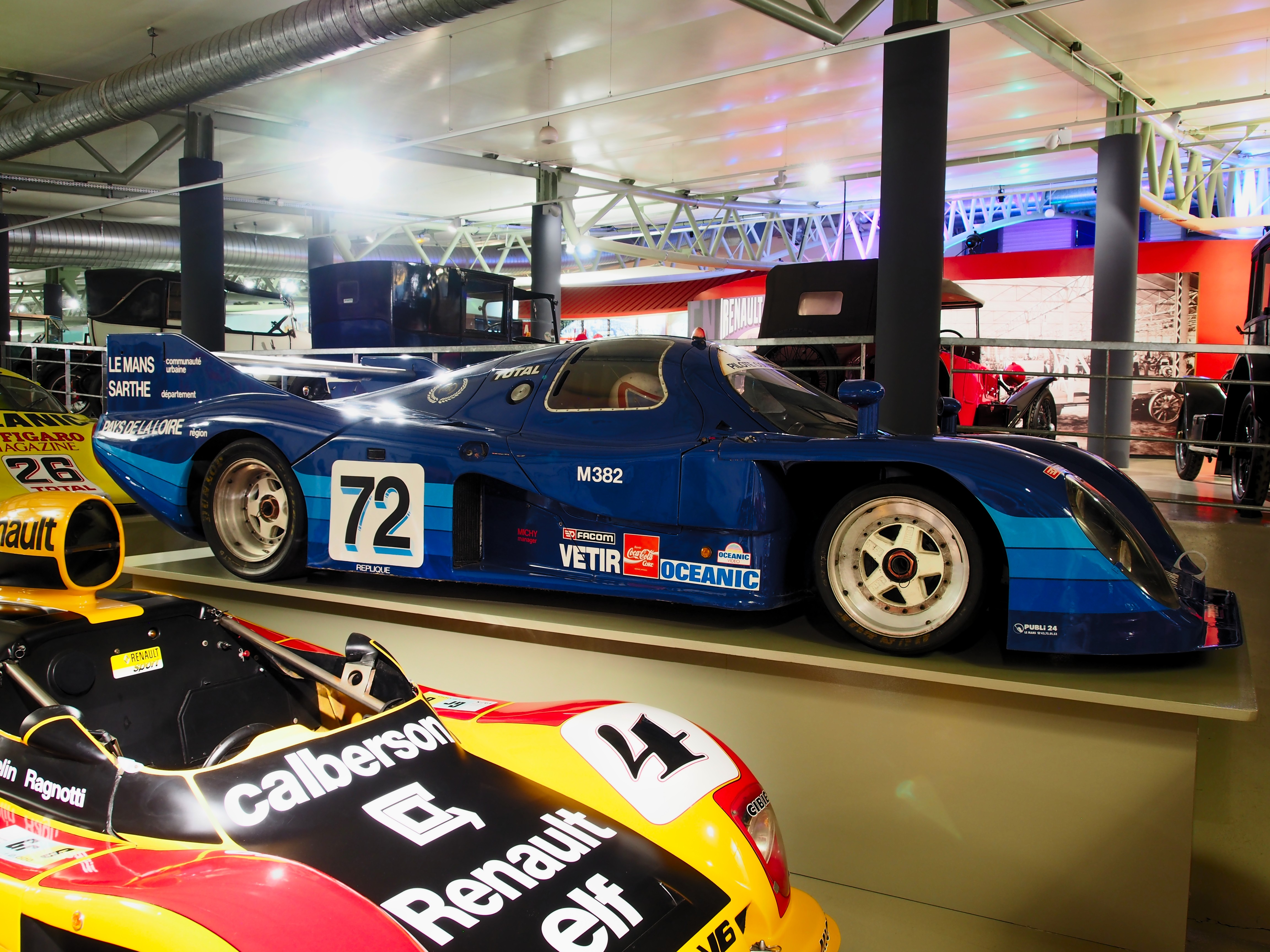
Vista dell'interno

Il Museo della 24 Ore di Le Mans (in francese Musee des 24 Heures du Mans) è un museo situato presso il Circuit des 24 Heures du Mans a Le Mans, in Francia. 

## Descrizione
È stato fondato nel 1961 come Museo dell'Automobile de la Sarthe. Nel 1991 è stata rilevata dagli organizzatori della 24 ore di Le Mans e trasferito in un complesso museale appositamente costruito sotto la direzione di Francis Piquera.
Nel 2009 il museo è stato ampiamente rinnovato. La sua mostra permanente comprende oltre 100 auto storiche, molti oggetti da collezione, pellicole e fotografie d'archivio sulle varie edizioni della corsa. Il museo si sviluppa intorno alla gara di 24 ore e alle origini dell'industria automobilistica di Le Mans, ripercorrendo l'evoluzione dell'auto, da fine ottocento fino al XXI secolo, su un'area di circa 350 m².